# Hendrik I van Longueville
Hendrik I van Longueville (1568 - Amiens, 8 april 1595) was van 1573 tot aan zijn dood hertog van Longueville en graaf van Neuchâtel. Hij behoorde tot het huis Orléans-Longueville.

## Levensloop
Hendrik I was de oudste zoon van hertog Eleonor van Longueville en Marie van Bourbon-Vendôme, gravin van Saint-Pol. 
In 1573 volgde hij zijn vader op als hertog van Longueville en als graaf van Neuchâtel, Dunois en Tancarville. Bovendien was hij gouverneur van Picardië. In deze functie werd hij in 1589 door koning Karel IX van Frankrijk gevraagd om het beleg van Senles door hertog Karel I van Aumale op te heffen. In mei 1589 kon hij de troepen van de Heilige Liga verslaan. 
Toen koning Hendrik III van Frankrijk later dat jaar werd vermoord, besliste Hendrik I zich loyaal op te stellen tegenover diens protestantse opvolger Hendrik IV. Als dank hiervoor kreeg hij het commando over de troepen in Picardië en werd hij aangesteld tot grootkamerheer van Frankrijk.
In 1595 stierf Hendrik aan de gevolgen van zijn verwondingen die hij had opgelopen bij een ongeluk bij een musketsalvo dat werd gehouden tijdens zijn blijde intrede in Dourles. Volgens sommige bronnen was het echter geen ongeluk, maar een aanslag georganiseerd door Gabrielle d'Estrées of een jaloerse echtgenoot. Het grafmonument van hem en zijn zoon bevindt zich in het Louvre.
Het personage Longueville uit de komedie Liefdes list en leed van William Shakespeare is losjes op Hendrik I van Longueville gebaseerd.

## Huwelijk en nakomelingen
Op 1 maart 1588 huwde Hendrik met Catharina Gonzaga (1568-1629), dochter van hertog Lodewijk IV Gonzaga van Nevers. Ze kregen een zoon:
- Hendrik II (1595-1663), hertog van Longueville